# Navas (Alier)
Naves és un municipi francès, situat al departament de l'Alier i a la regió d'Alvèrnia-Roine-Alps. L'any 2007 tenia 115 habitants.

## Demografia

### Població
El 2007 la població de fet de Naves era de 115 persones. Hi havia 56 famílies de les quals 16 eren unipersonals (16 homes vivint sols), 24 parelles sense fills i 16 parelles amb fills.
La població ha evolucionat segons el següent gràfic:
Habitants censats

### Habitatges
El 2007 hi havia 120 habitatges, 54 eren l'habitatge principal de la família, 29 eren segones residències i 37 estaven desocupats. 118 eren cases i 1 era un apartament. Dels 54 habitatges principals, 46 estaven ocupats pels seus propietaris, 3 estaven llogats i ocupats pels llogaters i 5 estaven cedits a títol gratuït; 1 tenia una cambra, 2 en tenien dues, 11 en tenien tres, 9 en tenien quatre i 31 en tenien cinc o més. 48 habitatges disposaven pel capbaix d'una plaça de pàrquing. A 28 habitatges hi havia un automòbil i a 21 n'hi havia dos o més.

### Piràmide de població
La piràmide de població per edats i sexe el 2009 era:
| Homes | Edats   | Dones |
| ----- | ------- | ----- |
| 0     | 95 o +  | 0     |
| 0     | 90 a 94 | 0     |
| 0     | 85 a 89 | 4     |
| 4     | 80 a 84 | 4     |
| 8     | 75 a 79 | 4     |
| 4     | 70 a 74 | 12    |
| 0     | 65 a 69 | 0     |
| 0     | 60 a 64 | 0     |
| 4     | 55 a 59 | 0     |
| 12    | 50 a 54 | 8     |
| 0     | 45 a 49 | 4     |
| 0     | 40 a 44 | 0     |
| 0     | 35 a 39 | 0     |
| 4     | 30 a 34 | 4     |
| 4     | 25 a 29 | 0     |
| 0     | 20 a 24 | 0     |
| 0     | 15 a 19 | 0     |
| 0     | 10 a 14 | 0     |
| 0     | 5 a 9   | 8     |
| 0     | 0 a 4   | 0     |

## Economia
El 2007 la població en edat de treballar era de 76 persones, 53 eren actives i 23 eren inactives. De les 53 persones actives 48 estaven ocupades (25 homes i 23 dones) i 5 estaven aturades (1 home i 4 dones). De les 23 persones inactives 10 estaven jubilades, 6 estaven estudiant i 7 estaven classificades com a «altres inactius».

### Ingressos
El 2009 a Naves hi havia 55 unitats fiscals que integraven 122 persones, la mediana anual d'ingressos fiscals per persona era de 16.516 €.

### Activitats econòmiques
Dels 4 establiments que hi havia el 2007, 2 eren d'empreses de construcció, 1 d'una empresa d'hostatgeria i restauració i 1 d'una entitat de l'administració pública.
Dels 4 establiments de servei als particulars que hi havia el 2009, 1 era un guixaire pintor, 1 lampisteria i 2 restaurants.
L'any 2000 a Naves hi havia 13 explotacions agrícoles que ocupaven un total de 376 hectàrees.

## Poblacions més properes
El següent diagrama mostra les poblacions més properes.